# Lahodî, Zinkiv
Lahodî (în ucraineană Лагоди) este un sat în comuna Artelearșciîna din raionul Zinkiv, regiunea Poltava, Ucraina.

## Demografie
Componența lingvistică a localității Lahodî
     Ucraineană (100%)
Conform recensământului din 2001, toată populația localității Lahodî era vorbitoare de ucraineană (100%).